# Marandeuil
Marandeuil é uma comuna francesa na região administrativa da Borgonha-Franco-Condado, no departamento de Côte-d'Or. Estende-se por uma área de 4,46 km². Em 2010 a comuna tinha 110 habitantes (densidade: 24,7 hab./km²).